# Pothos crassipedunculatus
Pothos crassipedunculatus är en kallaväxtart som beskrevs av M. Sivadasan och N.Mohanan. Pothos crassipedunculatus ingår i släktet Pothos och familjen kallaväxter. Inga underarter finns listade.